# Gari Uranga
Gari Uranga (* 21. Juni 1980 in Ibarra; mit vollem Namen Garikoitz Uranga Luluaga) ist ein spanischer Fußballspieler, der beim spanischen Zweitligisten CD Castellón unter Vertrag stand.
Er ist Stürmer und debütierte im Jahre 2001 in der Primera División bei Real Sociedad San Sebastián.